# Desa Wukanowicz
Desa – wielki żupan Raszki w latach 1151–1153, a następnie przez krótki okres po 1155 roku i po raz trzeci po od 1162 roku z przerwami do 1168 roku. Syn Urosza I.

## Życie

### Książę Zety
Desa był najmłodszym synem wielkiego żupana Raszki Urosza I. Miał dwóch starszych braci Urosza i Belosza. W 1131 roku, po śmierci ojca, Urosz objął rządy nad Raszką. Około 1130 roku jego siostra Helena wyszła za mąż za syna księcia węgierskiego Almosa, Belę zwanego Ślepym. W 1131 roku Bela objął tron po śmierci swego kuzyna Stefana II. Wraz z Heleną na dwór nowego króla Węgier przybył wówczas drugi brat Desy, Belosz. W okresie panowania Beli II (1131-1141) stał się on jednym z głównych doradców ślepego króla, a po jego śmierci w 1141 roku objął wraz z królową wdową regencję w imieniu jej małoletniego syna Gejzy II. W 1145 roku Belosz został ogłoszony palatynem Węgier (comes palatinus). 
W 1147 roku Normanowie włoscy Rogera II zdobyli bizantyńskie Korfu, Korynt i Teby. Cesarz bizantyński Manuel I Komnen wyparł ich w 1149 roku przy pomocy Wenecjan z Korfu i podjął przygotowania do najazdu na Italię. W tej sytuacji Normanowie zwrócili się do Belosza i Urosza II. Korzystając z zaangażowania Manuela na zachodzie Urosz II wraz z Desą zaatakowali leżącą na południu Zetę, zajmując 2/3 jej terytorium. Władca Zety, knez Radosław Gradišnić zbiegł do Kotoru. W jego ręku pozostały tylko miasta na wybrzeżu. W imieniu Urosza II władzę nad zdobytym terytorium objął wówczas Desa jako książę Zety, Trebinja i Zahumla. Zagrożony przez Raszkan Radosław, zwrócił się o pomoc do Bizancjum i otrzymał posiłki z Dracza. Jednocześnie Belosz posłał braciom na pomoc oddziały węgierskie. W tej sytuacji Manuel II zrezygnował z wyprawy przeciw Normanom i zgromadzone w Avlonie wojska skierował przeciw Raszce. W krótkim czasie cała Zeta i Raszka z wyjątkiem Rasu znalazły się w ręku bizantyńskim. Zdaniem Wasilewskiego Desa utrzymał część Zety, być może położone najbardziej na zachód Zahumle aż do 1153 roku. Wyparty z Zety Urosz II schronił się w górach, skąd starał się nękać Bizantyńczyków wypadami. W następnym roku Belosz wyruszył przeciw Bizantyńczykom na czele wojsk węgierskich. Połączone siły węgiersko-raszkańskie poniosły jednak druzgoczącą klęskę nad rzeką Tarą.

### Walki o tron
Pokonany przez Bizantyńczyków Urosz II wysłał poselstwo do cesarza Manuela I przysięgając lojalność Bizancjum, niedługo potem został jednak pozbawiony władzy przez zwolenników niezależności Raszki opartej na przymierzu z Węgrami, którzy poparli Desę, byż może w tym czasie niezależnego księcia Zahumla. Okoliczności zachodzących wówczas wydarzeń nie są zresztą jasne. Wedle części uczonych to Manuel I osadził na tronie raszkańskim Desę, pozbawiając władzy Urosza II, mimo jego próśb o łaskę i pozostawienie go w Raszce jako wielkiego żupana. Około 1153 roku interwencja bizantyńska pozbawiła władzy, prawdopodobnie zbyt niezależnego, Desę. Na tron wielkożupański powrócił Urosz II. W dwa lata później, w 1155 roku, opozycja przeciw niemu ponownie zmusiła go do ucieczki. Po raz kolejny władcą Raszki został wówczas Desa. Wkrótce potem ponownie interweniowali Bizantyńczycy, osadzając na tronie Urosza II, w zamian za odnowienie sojuszu z Bizancjum i wyrzeczenie się wszystkich związków z Węgrami. Daty tej interwencji nie sposób określić. Przywrócony na tron po raz trzeci Urosz II utrzymał się u władzy do 1161 roku.

### wielki żupan Raszki
Okoliczności zdobycia władzy przez Desę około 1162 roku nie są jasne. Jan Kinnamos notuje w swej kronice, że Bizantyńczycy pozbawili władzy nad Raszką Primislava (Przemysława), a na tronie wielkożupańskim osadzili Belosza, a następnie Desę. Z toku narracji wynika, że musiało to nastąpić przed 1163 rokiem. Historycy przyjmują, że Urosz II utracił władzę w 1161 roku, nie są jednak zgodni, co do użytego przez Kinnamosa imienia. Część z nich uważa, że Przemysław jest drugim imieniem Urosza II i że to o nim mówi Kinnamos, część sądzi, że ukrywa się pod nim czwarty syn Urosza I, który w pewnym, bliżej nieznanym momencie zastąpił na tronie raszkańskim Urosza II. Jeśli przyjąć pierwszą z koncepcji Urosz II utraciłby władzę w wyniku interwencji Bizantyńczyków, którzy zastąpili sprawiającego kłopoty władcę, powolnym ich żądaniom Beloszem. Jest jednak możliwe, że Belosz sam zdobył władzę nad Raszką przy pomocy wojsk węgierskich, wycofując się przed stronnikami, walczącego o tron węgierski Stefana IV, a nawet, że to on pozbawił władzy brata, zbyt silnie związanego z Bizancjum. W 1162 roku Belosz podjął z terenu Raszki skuteczną akcję przeciw bizantyńskiemu pretendentowi do tronu węgierskiego i powrócił na Węgry. Tron wielkożupański w Raszce objął po nim Desa.
Jeszcze w tym samym 1162 roku Desa, wezwany przez opozycję przeciwko rządom Radosława zeckiego, odebrał mu prawie całe państwo pozostawiając wąski pas wybrzeża od Skadaru do Kotoru. Jednocześnie cesarz Manuel I nie zrezygnował z koncepcji osadzenia Stefana IV na tronie węgierskim i w 1163 roku podjął wyprawę przeciw Węgrom. Wezwał więc Desę jako swego wasala, aby na czele wojsk serbskich spotkał się z armią bizantyńską w Niszu, skąd obydwie armie miały pomaszerować na Węgry. Desa, wspierający wraz z bratem Stefana III, usłuchał jedynie ze względu na zagrożenie najazdem bizantyńskim, bądź też, zdaniem części uczonych, w wyniku faktycznego najazdu, który zakończył się jego uwięzieniem. Wobec sprzeczności przekazów źródłowych nie sposób ustalić, co naprawdę zaszło. Tak czy inaczej Desa został zmuszony do poddania się woli cesarskiej i wspólnie z nim wziął udział w wyprawie na Węgry, która ostatecznie zakończyła się, być może przy udziale obecnego w obozie cesarskim Desy, uznaniem praw Stefana III do korony węgierskiej i małżeństwem jego brata Beli z córką cesarza. W razie bezpotomnej śmierci cesarza Bela miał objąć tron cesarski, a po bezpotomnej śmierci Stefana III, również tron węgierski.
Nie jest znany udział Desy w walkach o apanaże Beli w 1165 roku, ani w wielkiej wyprawie bizantyńskiej przeciw Węgrom zakończonej świetnym zwycięstwem pod Zemunem i przyłączeniem do Bizancjum Dalmacji, Bośni i części Chorwacji. W 1168 roku cesarz Manuel I pozbawił Desę ostatecznie władzy na rzecz pochodzącego z bocznej linii Wukanowiczów Tihomira.